# بوگیشون
بوگیشون (به اسپانیایی: Boqueijón) یکی از دهستان‌های اسپانیا است.

## نگارخانه

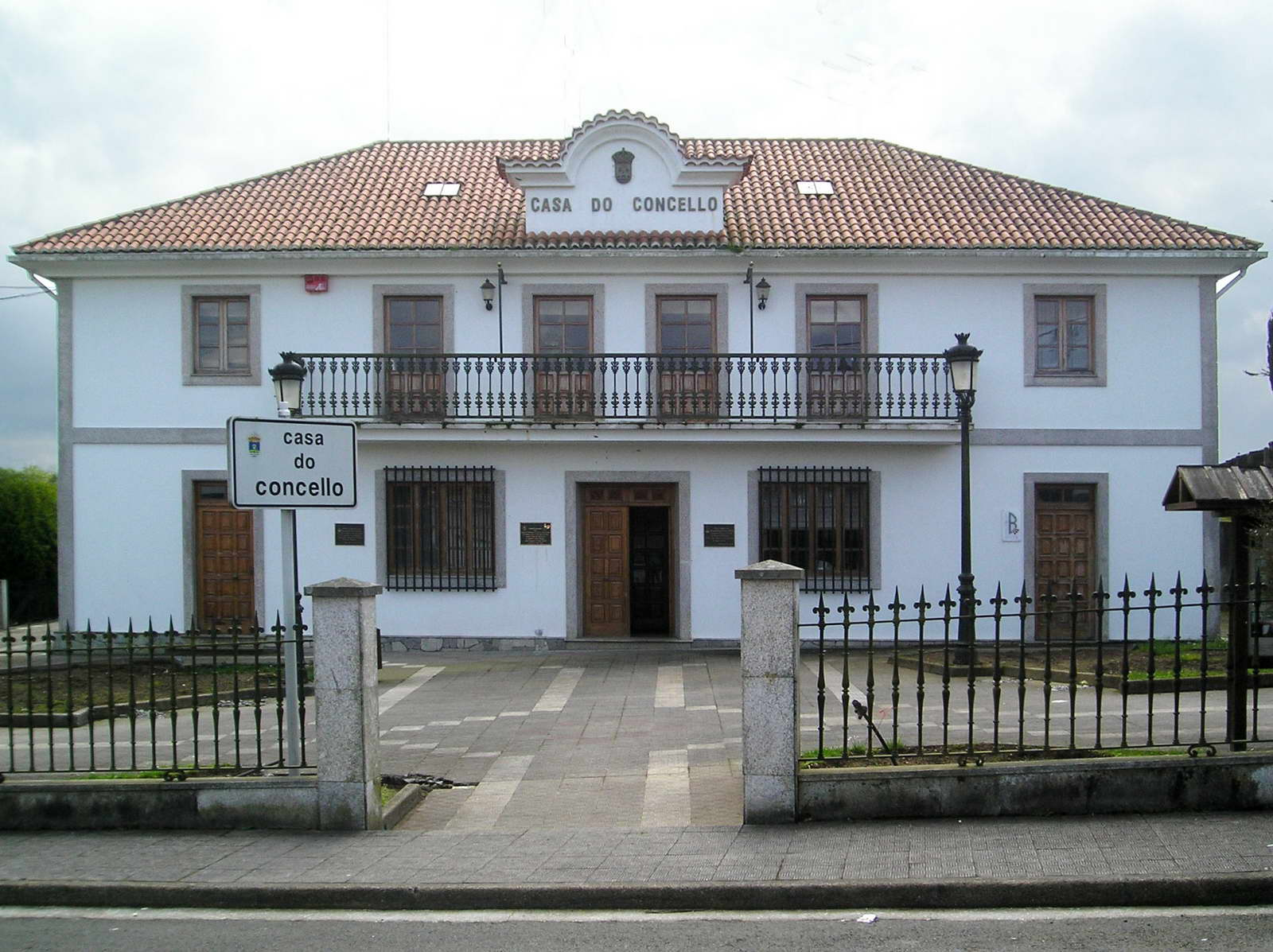
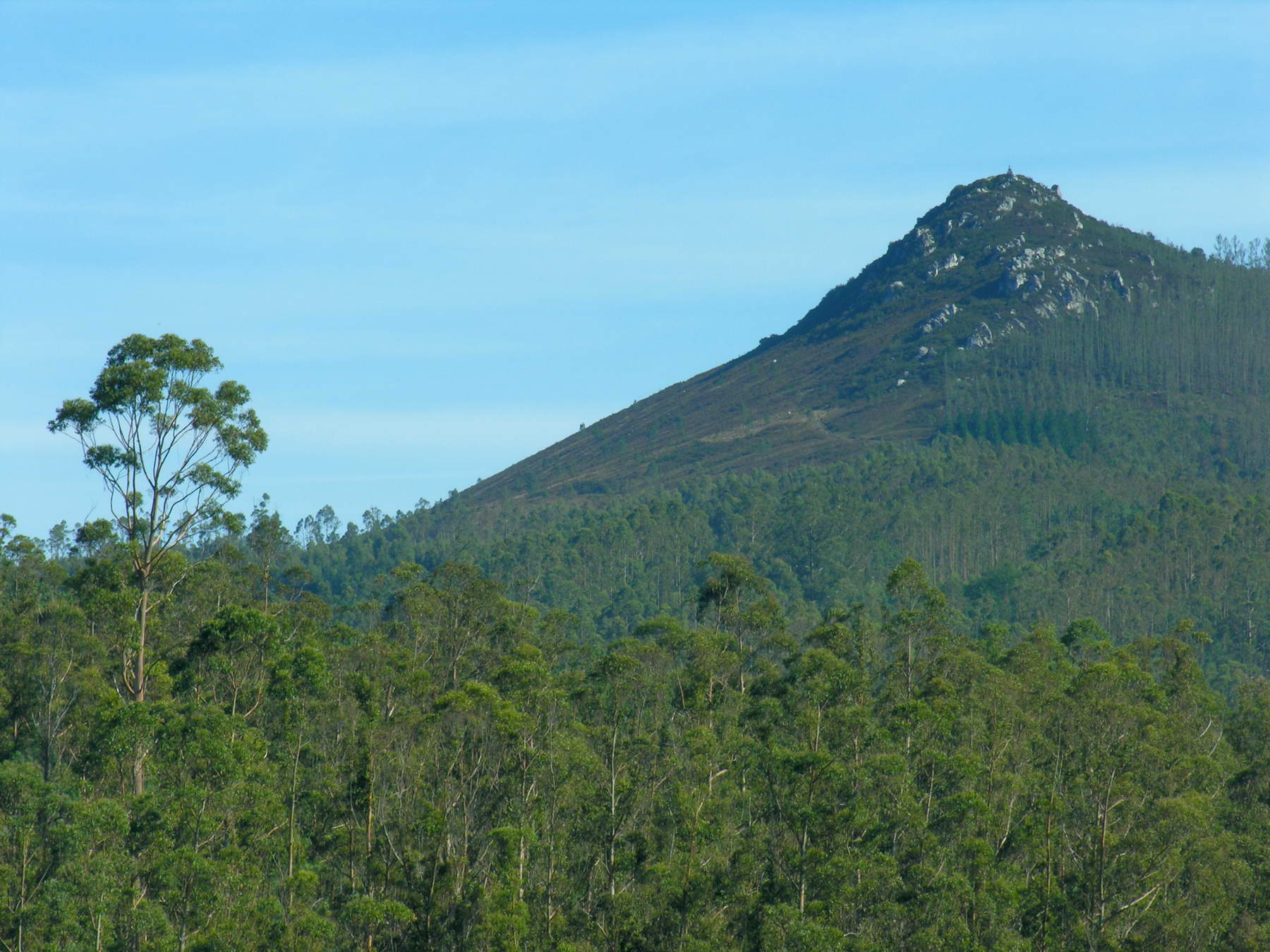

## خصوصیات
بوگیشون ۴٬۳۳۷ نفر جمعیت دارد.